# Francesco Guccini
Francesco Guccini, italijanski kantavtor, * 14. junij 1940, Modena. - 14. junij 2024.
Guccini je eden izmed pomembnejših italijanskih kantavtorjev. Je tudi pisec knjig, besedila njegovih pesmi mnogi smatrajo kot prave poezije.

## Življenjepis
Francesco Guccini je rojen v Modeni, natančneje v Ulici Domenico Cucchiari 22, 14. junija leta 1940, štiri dni po pričetku 2. svetovne vojne. Prav 10. junija leta 1940 je Italija napovedala vojno Franciji in Združenem kraljestvu. Tako se je Feruccio Guccini, oče bodočega poeta in kantavtorja, moral odpraviti na fronto. Francesco se je skupaj z materjo Ester Prandi, preselil na varno k babci in dedku, ki sta živela v Pávani, majhni vasici v Pistojskih apeninih.
Pet let kasneje, leta 1945, se Francesco skupaj z materjo in očetom, ki se je agusta tistega leta vrnil iz fronte, ponovno vrne v njegov rojstni kraj, Modeno. Tam uspešno zaključi osnovno in srednjo šolo. 
Nekje leta 1957 spozna Alfia Cantarellija, kasneje bobnarja pri skupini Equipe 84, ki si želi ustanoviti skupino, manjkajoč člena sta le še kitarist in pevec. Tako je na svoj račun prišel Francesco Guccini, ki se je pred tem naučil igrati kitaro. Nastal je bend imenovan Marinos, kasneje so se preimenovali v Gatti. Igrali so predvsem prirejene rock uspešnice tistih časov.
Leta 1961 se Francesco z družino preseli v Bologno, kjer živi še danes. Prav tistega leta napiše svojo prvo pesem »L'antisociale«.
Leta 1962 se, po neuspešnem prvem spopadu s fakulteto, odpravi na obvezno vojaško služenje kjer spozna svet poezije Jorgea Luisa Borgesa in Umberta Eca. 
Po vrnitvi iz vojaškega služenja se pridruži neki glasbeni skupini in med tem ponovno obiskuje fakulteto, ki pa je ne zaključi.
V šestdesetih letih piše pesmi za novo nastale skupine: Equipe 84 in I Nomadi. Najbolj popularne so »Auschwitz« in »Dio è morto« (v slovenskem prevodu: »Bog je mrtev«). Slednja doživi cenzuro na nacionalnem radiju, med tem ko jo Radio Vaticana, začuda brez zadržkov, predvaja.

## Diskografija
- 1967 - Folk beat n. 1
- 1969 - Due anni dopo
- 1970 - L'isola non trovata
- 1972 - Radici
- 1973 - Opera buffa (live)
- 1974 - Stanze di vita quotidiana
- 1976 - Via Paolo Fabbri 43
- 1978 - Amerigo
- 1979 - Album concerto (live skupaj s skupino I Nomadi)
- 1981 - Metropolis
- 1983 - Guccini
- 1984 - Fra la via Emilia e il West (live)
- 1987 - Signora Bovary
- 1988 - ...quasi come Dumas... (live)
- 1990 - Quello che non...
- 1993 - Parnassius Guccinii
- 1996 - D'amore di morte e di altre sciocchezze
- 1998 - Guccini live collection (live)
- 2000 - Stagioni
- 2001 - Guccini Live @ RTSI (live)
- 2004 - Ritratti
- 2005 - Anfiteatro Live (live)

## Filmi
- Bologna. Fantasia, ma non troppo, per violino (1976), Režija: Gianfranco Mingozzi - Sodeluje kot Igralec
- Nenè (1977), Režija Salvatore Samperi - Prispeval je glasbo
- I giorni cantati (1979), Režija Paolo Pietrangeli - Sodeluje kot igralec in prispeva glasbo
- Musica per vecchi animali (1989), Režija Umberto Angelucci and Stefano Benni - Soldeluje kot igralec
- Nero (1992), Režija: Giancarlo Soldi - Prispeval je glasbo
- Radiofreccia (1998), Režija: Luciano Ligabue - Sodeluje kot igralec
- Ormai è fatta (1999), Režija: Enzo Monteleone - Sodeluje kot igralec
- Ti amo in tutte le lingue del mondo (2006), Režija Leonardo Pieraccioni - Sodeluje kot igralec